# Sanafir
L'illa de Sanafir (àrab: جزيرة صنافير, jazīrat Ṣanāfīr) és una illa al golf d'Àqaba, a la mar Roja. Pertany, conjuntament amb l'illa de Tiran, a la província occidental de Tabuk, al Regne de l'Àrabia Saudita, tot i que va ser arrendada a Egipte. Actualment és deshabitada.
L'illa va estar sota control egipci en el passat, tot i que des del 8 d'abril de 2016 es troba sota plena sobirania saudita, després d'haver-se completat el retorn. El 17 de juny de 2017, el president egipci Abdel Fattah el-Sisi va ratificar l'acord de demarcació marítima entre els dos estats. Va ser adoptat en els mapes i en els documents oficials des del 17 d'agost de 2017 i ratificat per la Cambra de Representants d'Egipte el 14 de juny de 2017, que aprovà la subordinació de l'illa a la veïna Aràbia Saudita. Les Nacions Unides van notificar la transferència de sobirania i les fronteres marítimes.

## Etimologia
El nom prové del copte ⲥⲉⲛⲛⲟⲩϥⲣⲓ, sennufri, que al mateix temps deriva també del mot egipci antic s.t-n-nfr.t, ‘lloc de bon benefici’.

## Geografia
L'illa forma part dels Estrets de Tiran. Avui dia, els seus 33 km² de superfície insular, així com Tiran, formen part del Parc Nacional Ras Muhammad. Es troba a uns nou kilòmetres de distància del territori continental d'Aràbia Saudita i a uns 23 km. de la península del Sinaí (Egipte). La veïna illa de Tiran es troba a 2,8 km a l'oest, separada d'ella per l'estret d'Al Halq Qarush. Prop de les illes hi ha dos esculls de corall.
A l'est de l'illa es troben molts turons de pedra calcària accidentada, arribant als 49 metros d'altura en un punt anomenat Ra's Sinafir, que es troba prop de l'extrem sud-oest de l'illa.

## Història
Israel va ocupar militarment l'illa durant la Crisi de Suez i des de 1967 fins 1982 després de la Guerra dels Sis Dies.